# Grewia holstii
Grewia holstii är en malvaväxtart som beskrevs av Karl Ewald Maximilian Burret. Grewia holstii ingår i släktet Grewia och familjen malvaväxter. Inga underarter finns listade i Catalogue of Life.